# جنگ علیه وال استریت
جنگ علیه وال استریت (انگلیسی: Assault on Wall Street) فیلمی در ژانر اکشن و درام به کارگردانی اووه بول است که در سال ۲۰۱۳ منتشر شد. از بازیگران آن می‌توان به دامینیک پرسل، ارین کارپلوک، جان هرد، ادوارد فرلانگ، و اریک رابرتس اشاره کرد.